# 大叶藤山柳
大叶藤山柳（学名：Clematoclethra lasioclada var. grandis）是猕猴桃科藤山柳属藤山柳的变种。分布于中国大陆的四川等地，生长于海拔2,000米至3,000米的地区，多生长在山地沟谷林缘或林中，目前尚未由人工引种栽培。